# 東黒田村
東黒田村（ひがしくろだむら）は、滋賀県坂田郡にあった村。現在の米原市の東部、天野川の中流域、東海道本線・近江長岡駅の周辺にあたる。

## 地理
- 河川：天野川

## 歴史
- 1889年（明治22年）4月1日 - 町村制の施行により、西山村・長岡村・万願寺村・菅江村・北方村・志賀谷村・山室村・大鹿村・本郷村・堂谷村の区域をもって発足。
- 1955年（昭和30年）7月10日 - 柏原村・大原村と合併して山東町が発足。同日東黒田村廃止。

## 交通

### 鉄道路線
- 鉄道省
  - 東海道本線
    - 近江長岡駅

現在は旧村域を東海道新幹線が通過するが、当時は未開業。